# 38238 Holíč
38238 Holíč è un asteroide della fascia principale. Scoperto nel 1999, presenta un'orbita caratterizzata da un semiasse maggiore pari a 2,5791790 UA e da un'eccentricità di 0,3148300, inclinata di 6,49885° rispetto all'eclittica.
L'asteroide è dedicato all'omonima città della Slovacchia.